# Roger Enever
Roger Enever est un pilote automobile britannique. Il a notamment participé aux 24 Heures du Mans, quatre fois consécutive de 1968 à 1971.

## Carrière
En 1965, il commence sa carrière de pilote d'endurance automobile avec MG Motor.
En 1968, il participe pour la première fois aux 24 Heures du Mansà bord d'une Austin-Healey Sprite. Il termine quinzième au classement général.
En 1969, sur sa Chevron B8, il abandonne sur casse moteur à la huitième heure,. La même année, il termine cinquième du Marathon de la nuit.